# Rick Burchett
Rick Burchett (né le 9 mars 1952) est un dessinateur de bande dessinée américain principalement connu pour son travail sur les personnages Batman et Superman.

## Prix et récompenses
- 1996 : 
  - Prix Eisner du meilleur titre pour jeunes lecteurs avec Batman & Robin Adventures (avec Ty Templeton et Paul Dini)
  -  Prix Haxtur de la meilleure histoire courte pour The Question : « Homecoming » dans Las crónicas de Batman no 1 (avec Dennis O'Neil)
- 1998 : Prix Eisner de la meilleure publication de bande dessinée jeune public pour Batman & Robin Adventures (avec Ty Templeton et Brandon Kruse)
- 1999 : Prix Eisner du meilleur titre jeune public pour Batman: The Gotham Adventures (avec Ty Templeton et Terry Beatty)